# تایمن رینخا
تایمن رینخا (هلندی: Tijmen Reyenga؛ زادهٔ ۱۰ اکتبر ۱۹۹۹)  بازیکن هاکی روی چمن اهل هلند است.